# Anno Online
Anno Онлайн  — компьютерная браузерная онлайн-игра в жанре градостроительного экономического симулятора. Первая игра серии Anno, распространяемая по условно-бесплатной модели. Игра была разработана студией Blue Byte на основе технологии The Settlers Онлайн и впервые была представлена публике 12 августа 2012 года на выставке Gamescom 2012. Закрытое бета-тестирование игры в мире стартовало 26 февраля 2013 года, а в России и странах СНГ — 6 ноября 2013 года . Открытое бета-тестирование игры в мире стартовало 26 сентября, а в России и странах СНГ — 16 декабря 2013 года. Проект закрыт 31.01.2018 г.

## Игровой процесс
Игровой процесс ANNO Онлайн схож с предыдущими играми серии. Игроку необходимо колонизировать острова, налаживать транспортные и торговые пути, строить здания для своих жителей и производственные строения для удовлетворения потребностей горожан, вести торговлю с другими живыми игроками и повышать общий уровень благосостояния своей колонии. Но в отличие от прошлых игр ANNO, в ANNO Онлайн каждый игрок начинает игру на одинаковом острове, таким образом на первом этапе игры все пользователи находятся на равных условиях. По ходу игры можно открывать новые области и заселять соседние острова.
На данный момент в ANNO Онлайн нет сражений PvP.

## Отзывы и награды
Издание Игры@Mail.ru оценило игру на 8 баллов из 10 и назвало её "настоящей находкой для тех, кто любит, чтобы в игре была тысяча тонкостей, в которые можно вникать месяцами". 
ANNO Онлайн была названа "Лучшей браузерной игрой 2013 года" по результатам пользовательского голосования на сайте Игры@Mail.ru.